# Haunted Mansion (attractie)
The Haunted Mansion is een darkride in het Disneyland Park (Anaheim), Magic Kingdom en Tokyo Disneyland. In het Disneyland Park (Parijs) is het aanwezig als Phantom Manor. De attracties bestaan als exterieur uit een landhuis. Bezoekers maken door middel van doombuggies een rit door het landhuis waarin het spookt. De gebruikte verhaallijn en decoratie verschilt per Disney-park.

## Locaties

### Disneyland Park (Anaheim)

#### Geschiedenis
De wortels van de attracties gaan ver terug van nog voor Disneyland zelfs was gebouwd. Walt Disney had toen net zijn eerste imagineers in dienst. De eerst bekende illustratie van het park toonde een hoofdstraat, groene velden, een western-dorpje en een kermis. Disney Legende Harper Goff ontwierp een schets van een slingerend paadje dat van de hoofdstraat afliep naar een vredig kerkje en een kerkhof, met op de top van een heuvel een landhuis dat boven de hoofdstraat uittorende. Het plan komt oorspronkelijk uit de jaren 60 van de 20e eeuw, maar is diverse keren uitgesteld vanwege onder meer de wereldtentoonstelling.
Hoewel de attractie geen deel uitmaakte van het park toen dat opende in 1955, droeg Disney aan Ken Anderson, een imagineer, op om een verhaal te maken rondom de schetsen van het idee van Harper Goff. Er waren plannen om een nieuw themadeel in het park aan te leggen, gebaseerd op New Orleans, tussen de landen Frontierland en Adventureland. Enkele weken later verscheen het nieuwe themadeel, New Orleans Square, op de parkplattegronden met als geplande attracties een dievenmarkt, een wassenbeeldenmuseum over piraten en een walk-through attractie in de vorm van een spookhuis. Ken Anderson ontwierp vervolgens een vooroorlogs landhuis dat overgroeid was met klimop, en in de nabije omgeving dode bomen, zwermen vleermuizen en windwijzers in de vorm van katten op de daken.
Hoewel Anderson werd gecomplimenteerd door andere imagineers, was Disney zelf niet tevreden. Hij hield niet van het idee om een vervallen gebouw in zijn pretpark te hebben staan. Disney deed toen de bekende uitspraak: "We'll take care of the outside and let the ghosts take care of the inside." (Nederlands: Wij zullen wel zorgen voor de buitenkant en we laten de geesten wel voor de binnenkant zorgen.) Vervolgens bedacht Anderson verschillende verhalen voor de attractie, zoals een geestkapitein die zijn bruid vermoordde en zichzelf vervolgens ophing, een ongelukkige familie in een landhuis of een spookfeest met allerlei Disney-slechteriken.
Rolly Crump en Yale Gracey (een bekende goochelaar uit de Verenigde Staten), twee imagineers die aan het hoofd waren gezet van de speciale effecten, waren verantwoordelijk voor de speciale effecten passend bij de verhalen die Ken Anderson bedacht had. Disney stelde aan hen een grote studio bij WED Enterprises ter beschikking. De twee bekeken films met Griekse mythen en monsters en bestudeerden spookverhalen. Uiteindelijk hadden ze een behoorlijke scène nagebouwd in hun studio. Sommige effecten maakten de schoonmaakdienst bang die 's nachts kwam poetsen. De directie vroeg dus uiteindelijk of de twee de lichten in de studio aan wilden laten bij vertrek en de effecten uit te laten. Als reactie hierop bouwden ze echter een aantal sensoren in in de effecten, zodat als er iemand langs kwam er van alles begon te bewegen. Toen de twee de morgen erna terugkwamen waren alle effecten in werking, en lag er op de grond een bezem. De directie vertelde hen daarop dat ze voortaan zelf de studio moesten poetsen, omdat de schoonmaakploeg niet meer terug durfde te komen.
Het duo creëerde een scène waarbij een geestkapitein versmolt tot water om te vluchten voor zijn geestenbruid, die hem achterna zat. Disney en de andere imagineers waren onder de indruk, maar nog steeds was Disney niet tevreden over het project als geheel. Daardoor kwam het project in een vertraging terecht.
Nadat Ken Anderson het project had verlaten, gingen andere imagineers zoals Marc Davis, X Atencio en Claude Coats verder met het project en brachten ideeën in. Rolly Crump liet Walt projecten zien waarbij doodskistklokjes, kandelaarmannen, pratende stoelen, mensenetende planten, levende tiki-beelden en zigeunerwagens en een spiegelgezicht waren inbegrepen. Disney zelf was hier zo van onder de indruk, dat hij een restaurant, behorend bij de attractie, wilde bouwen, het zogenaamde Museum of the Weird, waarbij deze effecten terug zouden komen. Hoewel dit idee nooit is gerealiseerd, zijn sommige effecten wel teruggekeerd in de uiteindelijke attractie. Zo is het behangpapier dat was ontworpen voor het restaurant, gebruikt in de lange hal met bewegende deuren.
Marc Davis en Claude Coats discussieerden regelmatig over of de attractie grappig of doodeng moest zijn. Coats, die uit het artiestenleven kwam, ontwierp beangstigende scènes zoals eindeloze gangen, gangen met ontelbare deuren en kamers zonder ook maar één personage. Davis ontwierp echter scènes met dwaze figuren zoals die nu in de attractie zijn opgenomen en verborgen grapjes. Op het einde kregen beiden hun zin toen X Atencio de ideeën combineerden tot de huidige attractie.
Na Disneys dood in 1966 ging het project met sprongen vooruit. Het idee van Museum of the Weird was uit het project gehaald en het idee voor een walk-through was vervangen door doombuggies. Door deze verandering ging de capaciteit van de attractie ook enorm omhoog, een probleem waar vanaf het begin al aan werd gewerkt.
Op 9 augustus 1969 werd de attractie geopend voor de bezoekers. De opening van de nieuwe attractie haalde in vele gevallen de voorpagina's van de kranten. De opening voor de pers was om middernacht op 11 augustus, waarna op 12 augustus de attractie toegankelijk werd voor de gewone bezoeker. De opening van de attractie hielp Disney om de plotselinge dood van Walt Disney in 1966 achter zich te laten en op naar een nieuw tijdperk te gaan.
Ten tijde van de opening waren veel imagineers niet tevreden over het eindresultaat. Ze waren van streek over hoe de attractie uiteindelijk was geworden, met name Ken Anderson die verantwoordelijk was voor de eerste ideeën over het project. Marc Davis vond dat te veel mensen hadden meegewerkt aan het project. In tegenstelling tot de imagineers, waren de bezoekers enthousiast over de nieuwe attractie.
Sinds 2001 wordt de attractie omgebouwd naar het Haunted Mansion Holiday-thema ten tijde van de kerstdagen, gebaseerd op de film Tim Burton's The Nightmare Before Christmas. De attractie is in september dan enkele dagen gesloten voor de ombouw.

#### Rit
Wanneer men de wachtrij betreedt door twee rijk gedecoreerde poorten, bevinden de bezoekers zich in de tuinen van het landhuis. De wachtrij leidt de bezoekers langs mausolea met dubbelzinnige grafschriften en een witte koets die wordt voortgetrokken door een onzichtbaar paard. Uit de koets komen enkele geluiden. Het pad leidt de bezoekers vervolgens de veranda van het landhuis op, vanwaar ze de foyer betreden op uitnodiging van enkele butlers.
De bezoekers worden in een achthoekige portrettengalerij verzameld en worden door het personeel aangespoord om in de "doodlopende" kamer te wachten. Wanneer de muur achter de gasten sluit, spreekt de Ghost Host de gasten toe:

"Welcome, foolish mortals, to the Haunted Mansion. I am your host - your 'ghost host'."

(Nederlands: Welkom, dwaze stervelingen, in het Haunted Mansion. Ik ben jullie gastheer, jullie 'geestgastheer'.)

Vervolgens vertelt hij aan de bezoeker dat de kamer waarin ze zich bevinden verandert:

"Your cadaverous pallor betrays an aura of foreboding, almost as though you sense a disquieting metamorphosis. Is this haunted room actually stretching? Or is it your imagination, hmm…?"

(Nederlands: Jullie lijkachtige bleekheid verraadt jullie aura van voorgevoel, bijna alsof jullie een onrustige verandering aanvoelen. Is deze bespookte kamer nu aan het uitrekken? Of is dat jullie fantasie, hmm...?)

Terwijl de stem klinkt, zakt de vloer van de kamer naar beneden middels een liftsysteem. Aan de muur hangen vier portretten die lijken uit te rekken door het gezichtsbedrog dat middels het liftsysteem wordt gecreëerd:
- Een bebaarde man in adellijke kleding staat op een vaatje met TNT terwijl dit wordt aangestoken door een kaars.
- Een meisje met een parasol balanceert op een koord dat boven een krokodil, die zijn mond openspert, hangt.
- Een oude vrouw zit boven op een grafsteen, met daarop een buste van een man met een bijl in zijn hoofd.
- Een deftig man zit boven op een andere heer, die weer bovenop nog een man zit die wegzakt in het drijfzand.

"...And consider this dismaying observation: this chamber has no windows, and no doors... which offers you this chilling challenge: to find a way out! Of course, there's always my way..."

(Nederlands: ...En denk eens na over deze schokkende bevinding: deze kamer heeft geen ramen en geen deuren... Hetgeen jullie een kille uitdaging oplevert: een weg naar buiten te vinden! Maar natuurlijk, is er altijd mijn weg...)

De lichten gaan vervolgens uit, bliksem- en dondereffecten worden uitgevoerd en boven in de kamer, aan plafond, is een man te zien die is opgehangen, samen met het geluidseffect van een schreeuw. Ten slotte opent zich een muur in de kamer waarna de gasten verder het landhuis in worden geleid.
De bezoekers worden daarna door een slecht verlichte gang geleid, waarbij donderslagen en bliksem achter de ramen zijn waar te nemen. Op de portretten in de gang veranderen de figuren in skeletten en monsters. Aan het einde van de gang staan twee bustes van mannen, die de bezoeker door gezichtsbedrog aan blijven kijken.
Vervolgens stappen de bezoekers in de doombuggies en rijden de voertuigen een trap op naar de tweede verdieping van het landhuis. Een zwevende kandelaar zweeft door de slecht verlichte gang en de harnassen in de gang bewegen.
Wanneer de karretjes de gang verlaten, leiden ze de bezoekers langs een begrafenis die op dat moment in de serre plaatsvindt. Een raaf zit op de doodskist, die eveneens is bekleed met dode planten. Het lijk in de doodskist tilt het deksel van de kist op en neer.
De karretjes rijden vervolgens door een gang waarin de deuren bewegen, schudden, kloppen en adem lijken te halen. Het behang is bekleed met allerlei monsterlijke wezens. Een grote klok slaat 13 keer wanneer de karretjes voorbij rijden.
De bezoekers worden een kamer met een seance binnengeleid, waarbij allerlei muziekinstrumenten door de kamer zweven. Madame Leota, een medium wier lichaamloze hoofd in een kristallen bol verschijnt, roept de geesten op terwijl haar bol boven de tafel zweeft.

"Serpents and spiders, tail of a rat
Call in the spirits, wherever they're at.
Rap on a tabel, it's time to respond
Send us a message from somewhere beyond.
Goblins and ghoulies from last Halloween
Awaken the spirits with your tambourine.
Creepies and crawlies, toads in a pond
Let there be music from regions beyond.
Wizards and witches, wherever you dwell
Give us a hint by ringing a bell."

(Nederlands: Slangen en spinnen, staart van een rat
Roep de geesten op, waar ze ook mogen zijn.
Klop eens op een tafel, 't is tijd om te reageren
Laat ons iets horen uit andere werelden.
Aardmannen en grafschenders van vorige Halloween
Ontwaakt de geesten met uw tamboerijn.
Engerds en boemannen, padden in een poel
Laat muziek klinken uit andere werelden.
Tovenaars en heksen, waar gij ook huist
Geef ons een teken door een bel te klingelen.)

Na de seance rijden de bezoekers een balkon op met uitzicht op een dansvloer. De tafel is gedekt, twee borden en een schaal vormen een Hidden Mickey. Sommige geesten zitten op de kroonluchters al wijn drinkende, terwijl andere geesten de zaal binnen komen via een doodskist. Eén geest wikkelt zijn arm om de buste van een vrouw en op een portret duelleren twee mannen met pistolen. Nog een geest speelt op een orgel, dat overigens hetzelfde orgel is als uit de film 20,000 Leagues Under the Sea. Uit de orgelpijpen vliegen geesten. Andere geesten dansen op de muziek.
De zolderkamer is een onregelmatig gevormde kamer die de doombuggies direct betreden na de balzaalscène. In de kamer zijn talloze rekwisieten te vinden. Ook hangen er enkele portretten van steeds dezelfde bruid maar telkens met een andere bruidegom. Bij het geluid van een bijl verdwijnen de hoofden van de bruidegoms op de portretten. Wanneer de karretjes een open raam naderen zweeft daarboven de zingende bruid van de schilderijen, die, als ze haar armen opheft, een bijl in haar hand neemt.
De karretjes rijden achterwaarts uit het raam en draaien enkele keren rond. Op de afdaling staan verschillende spookbomen en zijn raven te vinden. Wanneer de karretjes 'de grond raken' draaien ze naar de poort van een kerkhof. Voor de poort staat de opzichter van het kerkhof met knikkende knieën en een angstige blik op zijn gezicht. Naast hem zit een jankende hond. Om de hoek speelt een band van geesten een jazz-versie van de soundtrack Grim Grinning Ghosts.
Geesten verschijnen van achter grafstenen, een koning en een koningin zitten op een wip, een jonge prinses schommelt op een boomtak en een hellehond jankt vanaf een plek achter hen. De karretjes rijden verder de heuvel af en komen langs vijf zingende bustes die Grim Grinning Ghosts zingen. Een eindje verder houden enkele geesten een theekransje rondom een lijkwagen. Een arm steekt uit een graf en houdt een glas wijn in zijn hand. Klaaggeesten rijden op een fiets en een oude, bebaarde man probeert een mummie te verstaan met een spreekhoorn. Ten slotte rijden de karretjes langs twee spoken die opera zingen.
Op het einde van de rit roept een vrouwenstem, the Gost Hostess de bezoekers nog na:

"Hurry back... be sure to bring your death certificate, if you decide to join us. Make final arrangements now. We've been ‘dying’ to have you…"

(Nederlands: Kom snel terug... Vergeet niet om je doodscertificaat mee te nemen als je je bij ons wil voegen. Maak nu definitieve plannen. We waren doodenthousiast om je hier te ontvangen...)

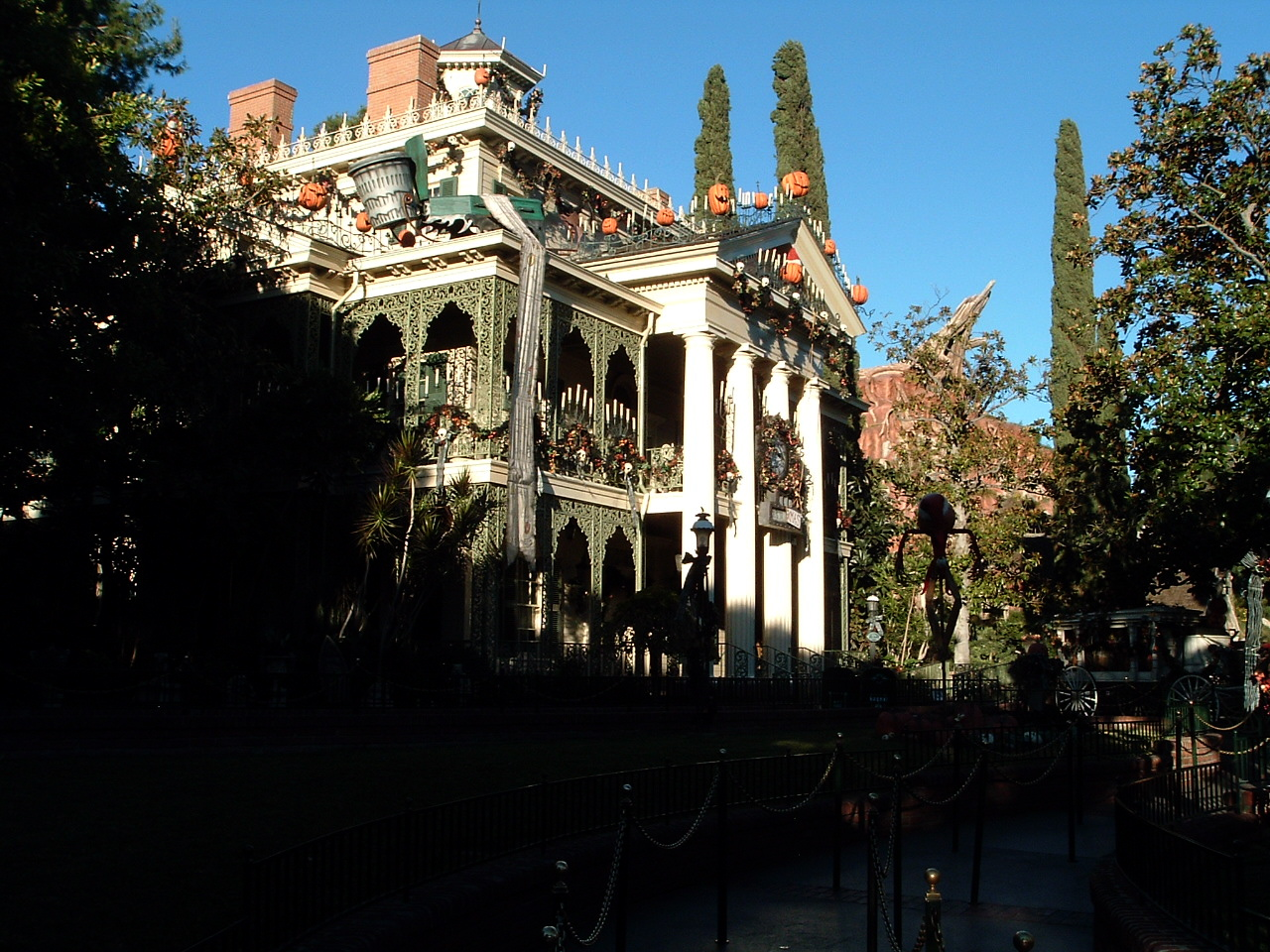
Exterieur
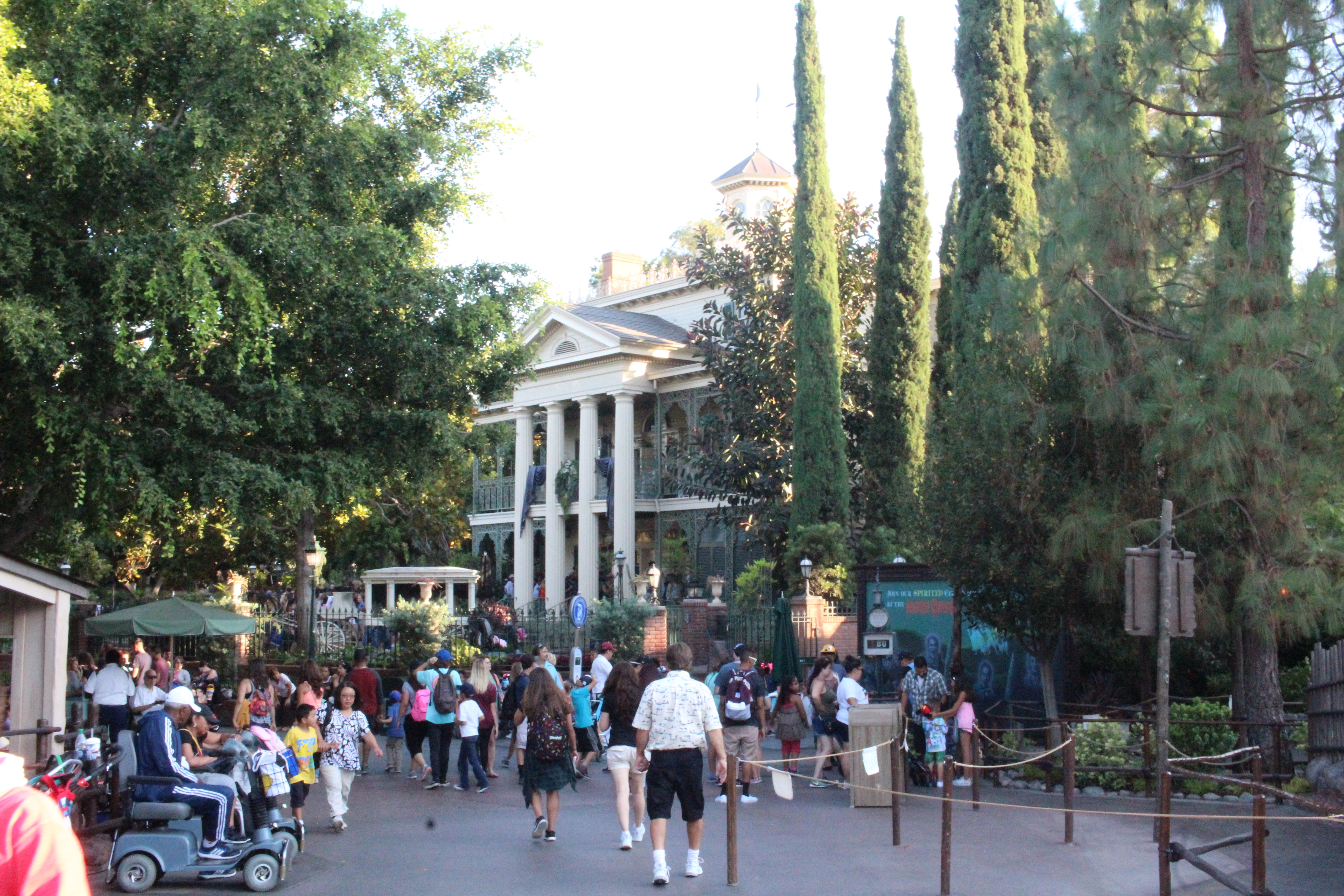
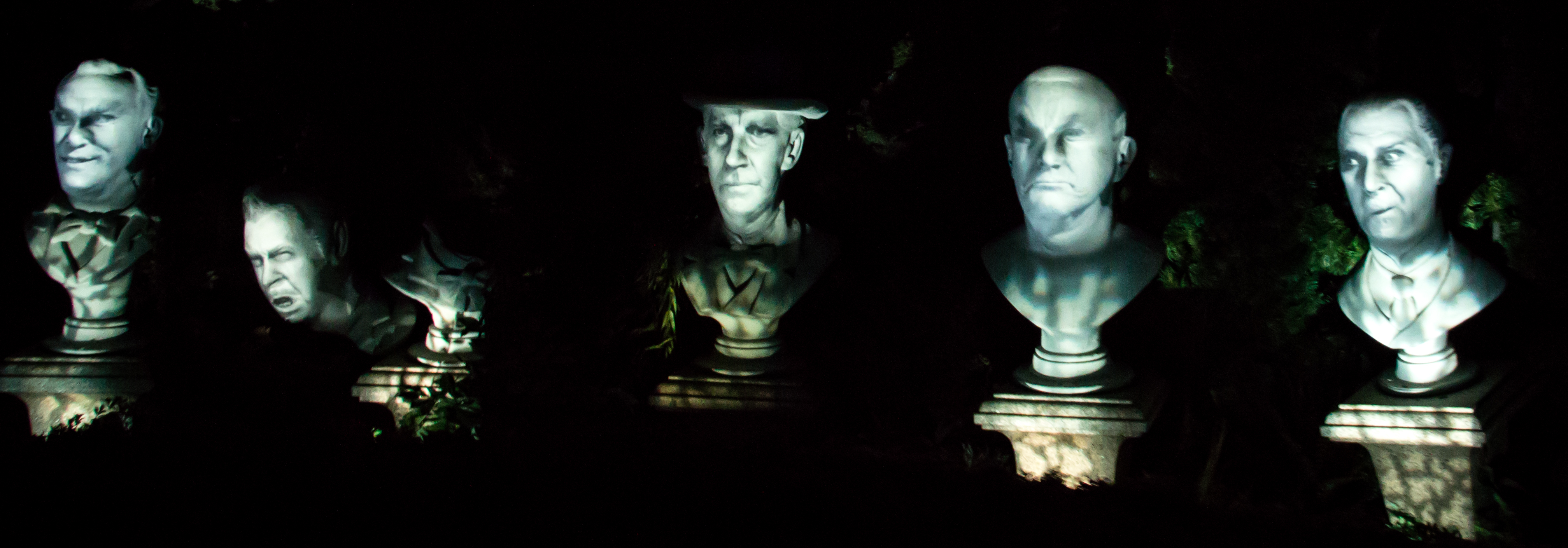
Zingende busten
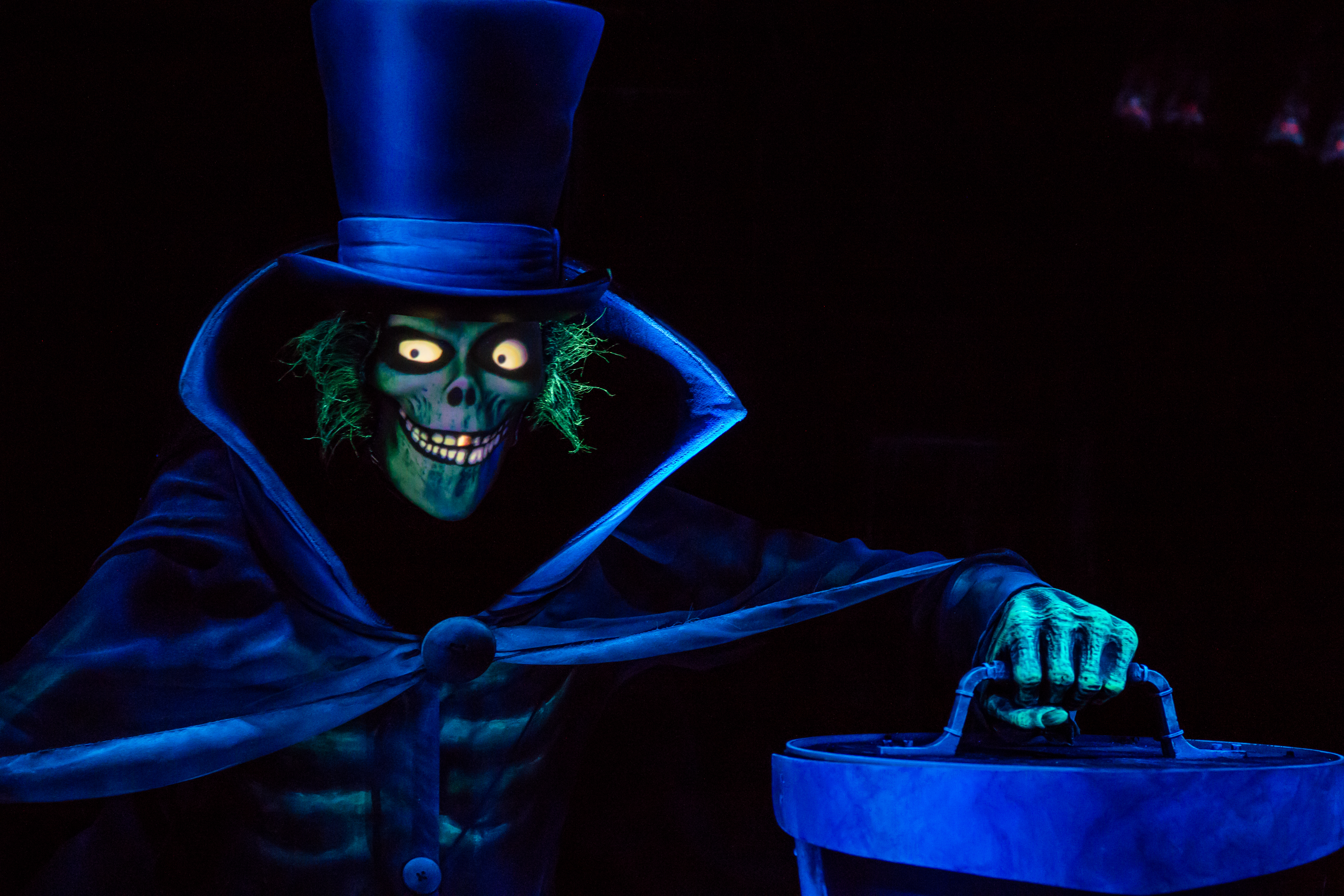
Hatbox ghost
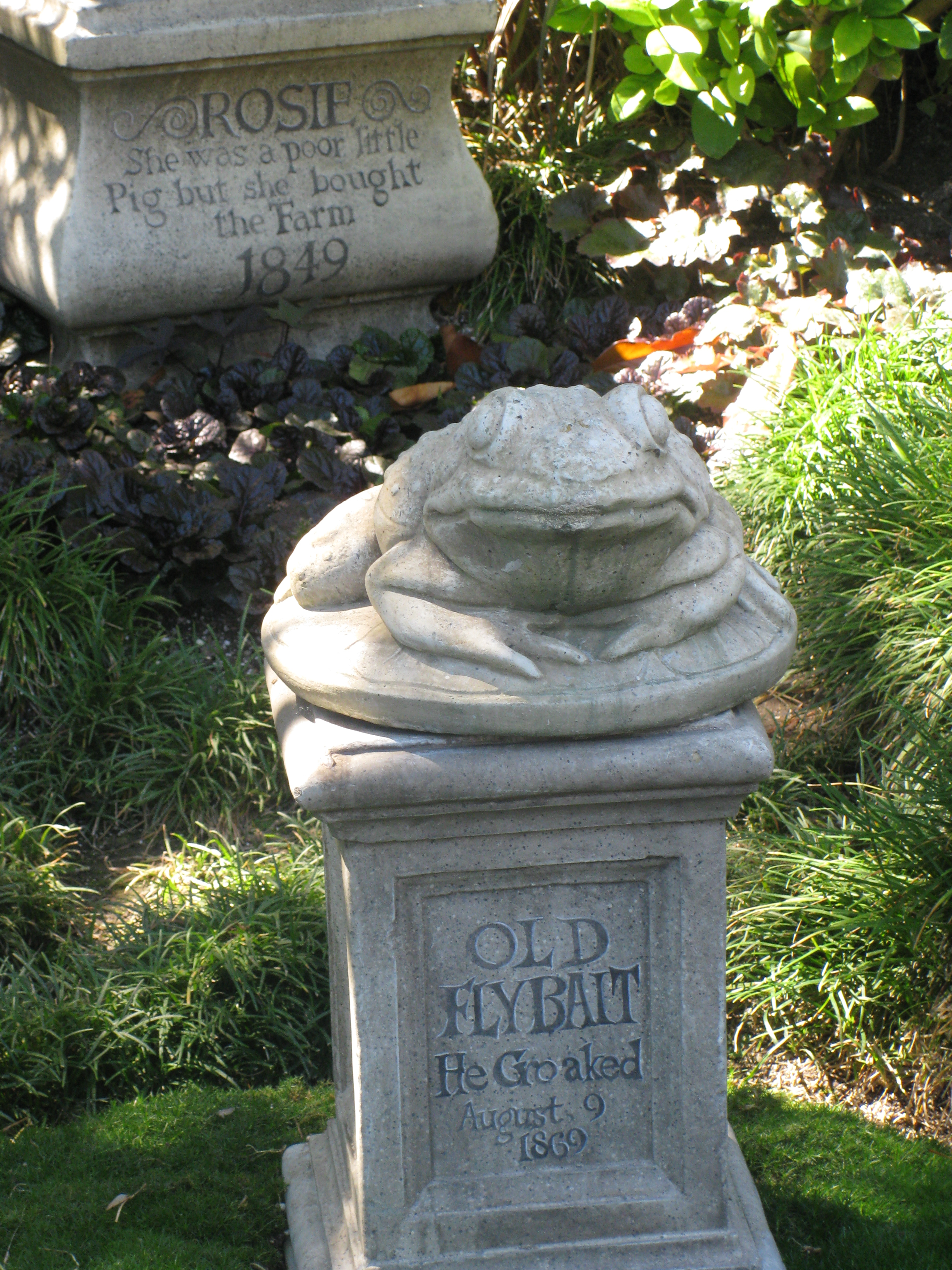
Decoratie in de wachtrij
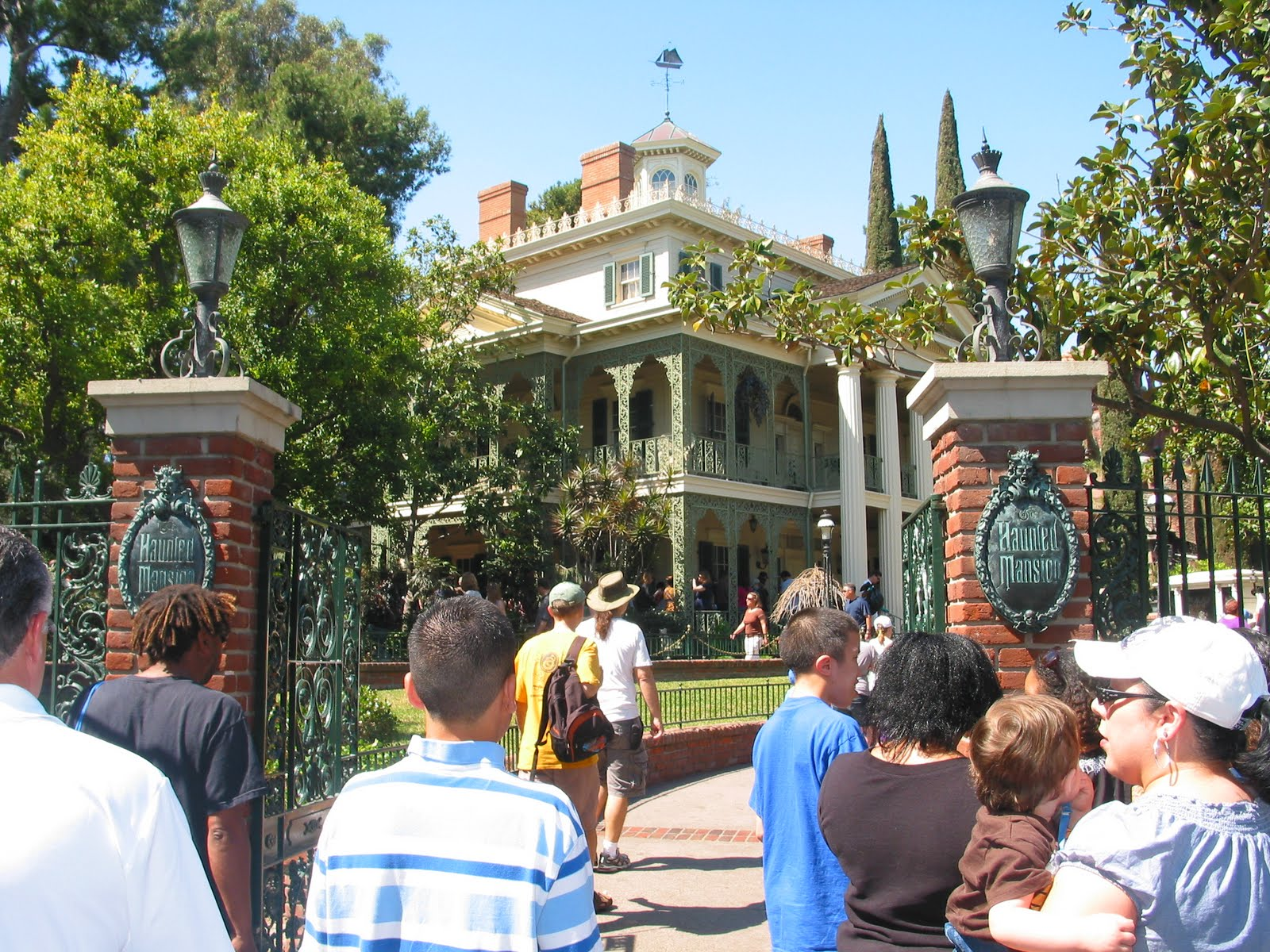
Entree
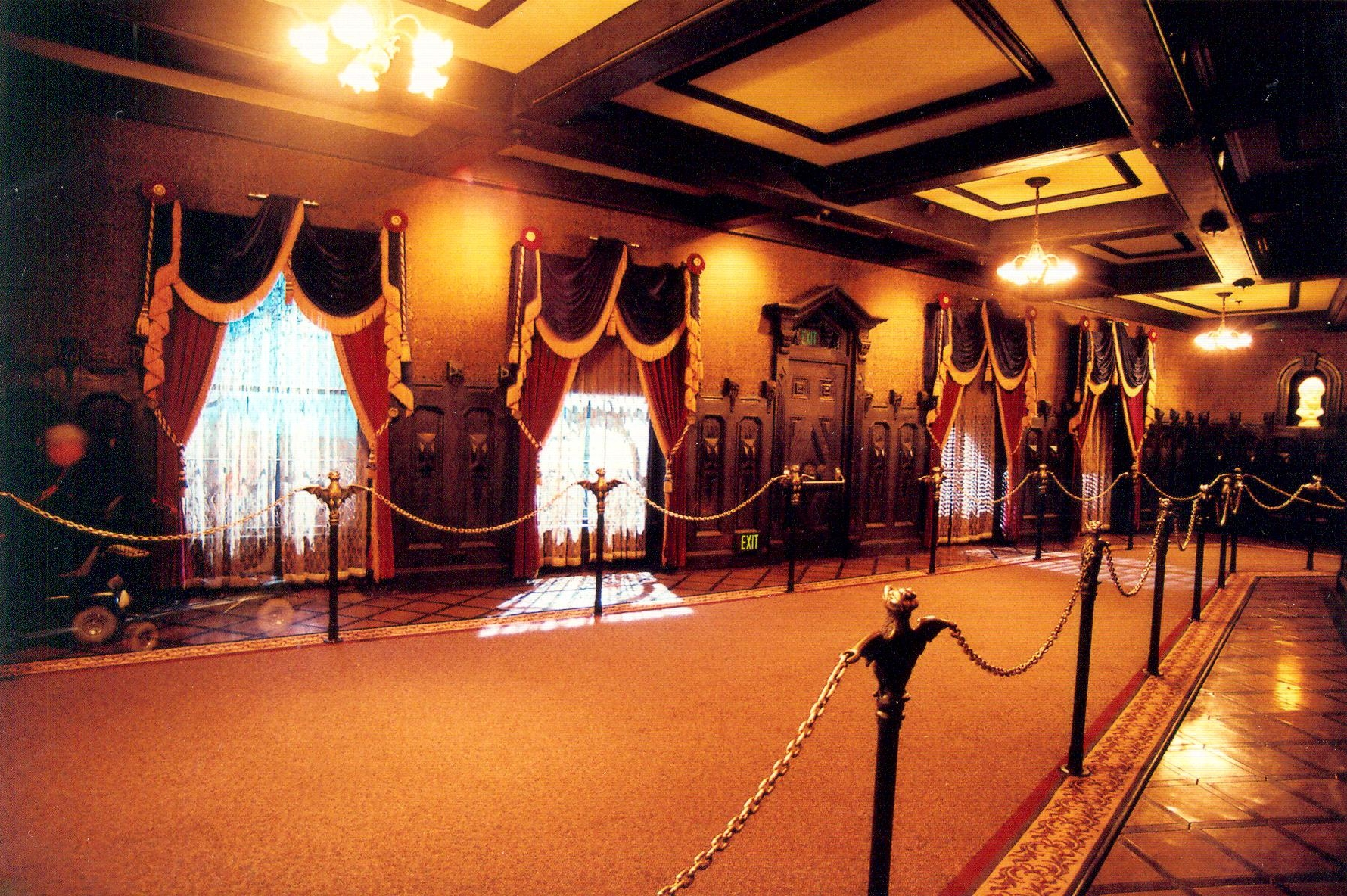
Station
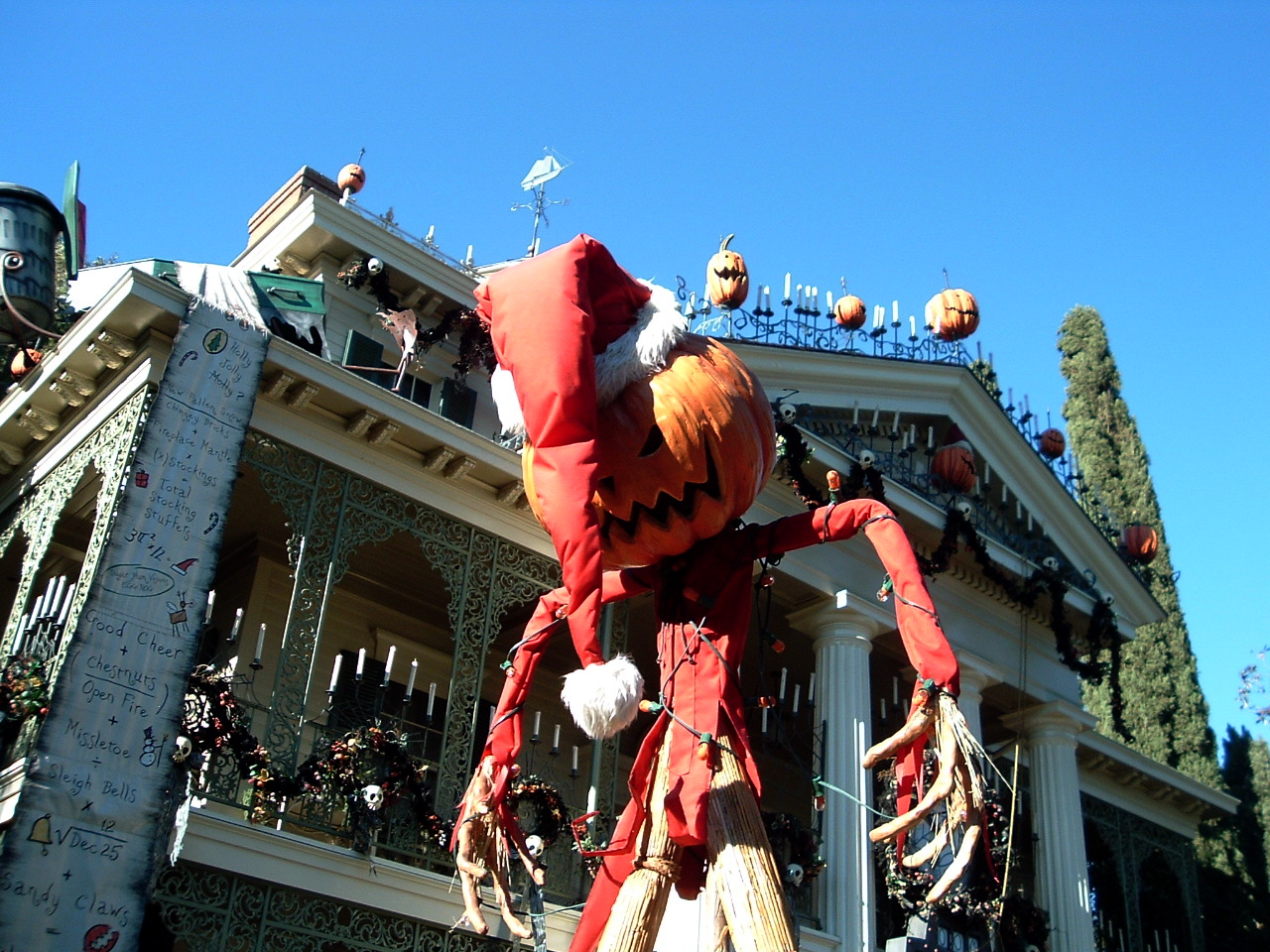
Haunted Mansion Holiday
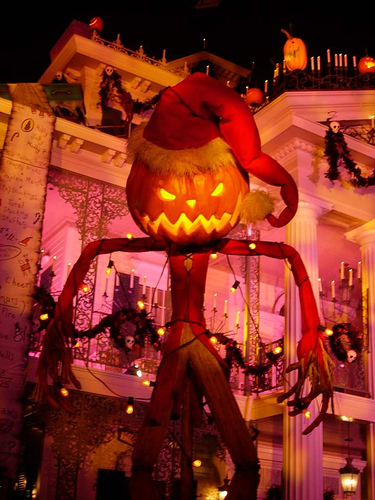
Haunted Mansion Holiday

### Magic Kingdom
De Haunted Mansion behoorde tot de attracties die bij de opening van het attractiepark aanwezig waren in 1971. Deze versie van de attractie vertoont veel gelijkenissen met de versie in Anaheim, omdat de decoratie voor beide attracties tegelijk geproduceerd werden. Het ontwerpen van de Haunted Mansion in Anaheim gebeurde tegelijk met het ontwerp van het Magic Kingdom. Omdat men in het Magic Kingdom ook een Haunted Mansion wilde, werd besloten om alle decoratie dubbel te produceren. Omdat het Magic Kingdom in het oosten van het land ligt, werd er wel gekozen voor een ander exterieur. De attractie is te vinden in het parkdeel Liberty Square, een parkdeel dat de Amerikaanse koloniën representeert. De buitenkant van de attractie is gedecoreerd naar een landhuis in Nederlandse neogotische stijl, om aan te sluiten bij het koloniale idee voor Liberty Square. Voor het exterieur hebben de ontwerpers zich laten inspireren door onder meer de Harry Packer Mansion. Vanwege het hoge waterpeil is het gebouw op een kunstmatige aangelegde heuvel gebouwd. Vergeleken met andere Disney-parken vindt de voorshow niet plaats in een lift. Echter wordt dit idee wel opgewekt, doordat plafond omhoog gaat.
In maart 2011 kreeg de attractie een nieuwe wachtrij, waarbij effecten in grafstenen werden toegevoegd zoals een waterspuwend graf van een verdronken kapitein, een orgel aan de tombe van een musicus en een boek dat zelf gedichten schrijft op het graf van een dichteres.
Het exterieur van de attractie werd als inspiratie gebruikt voor de film The Haunted Mansion.

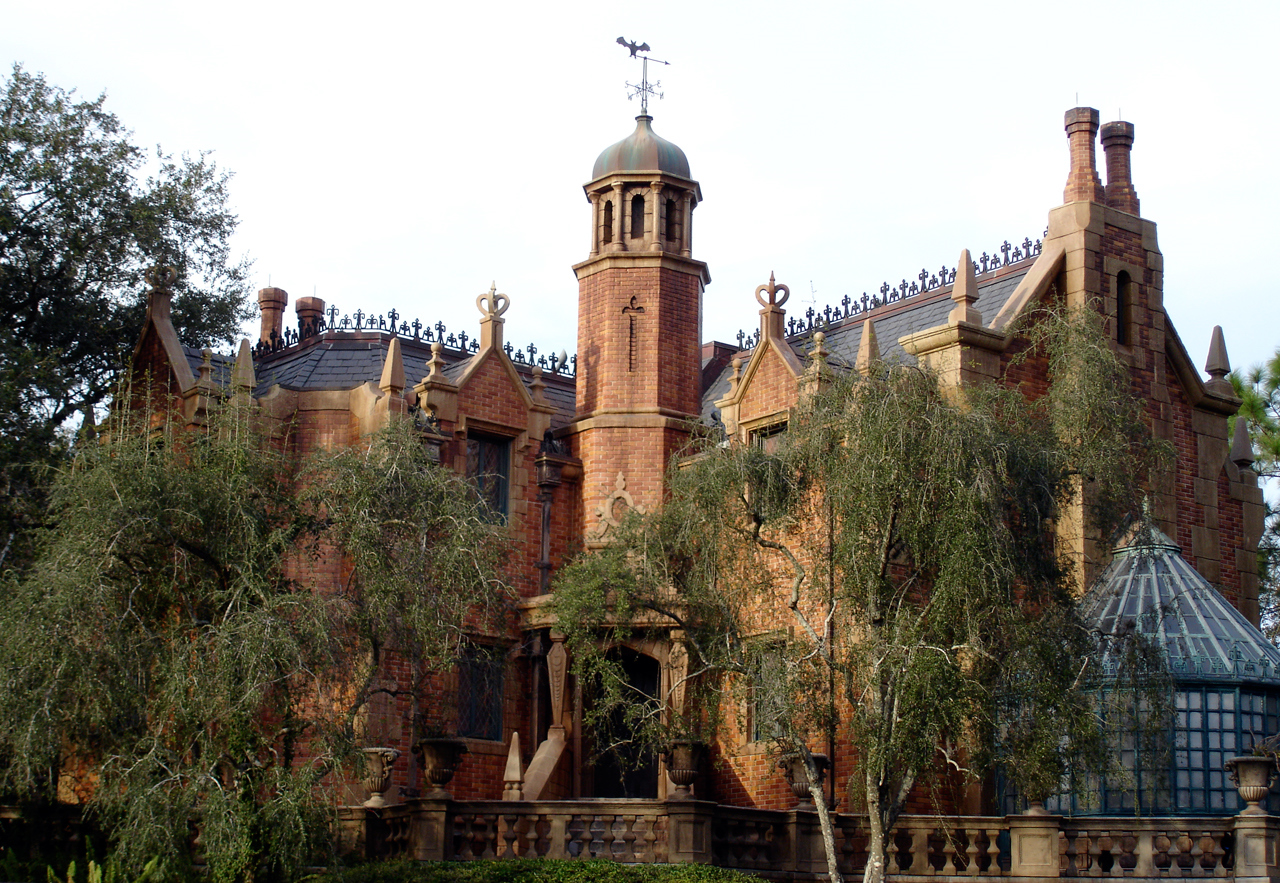
Exterieur
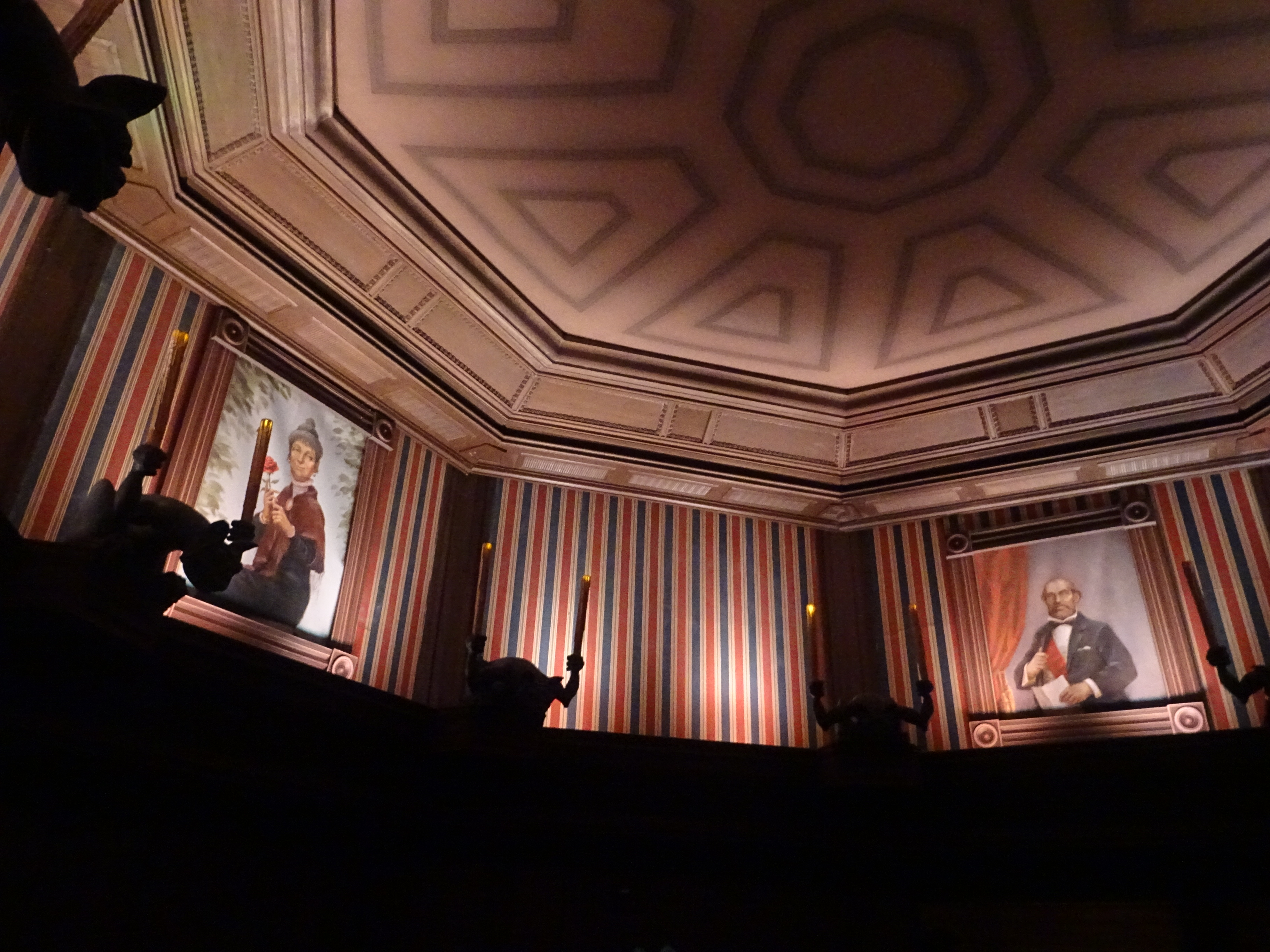
Voorshow
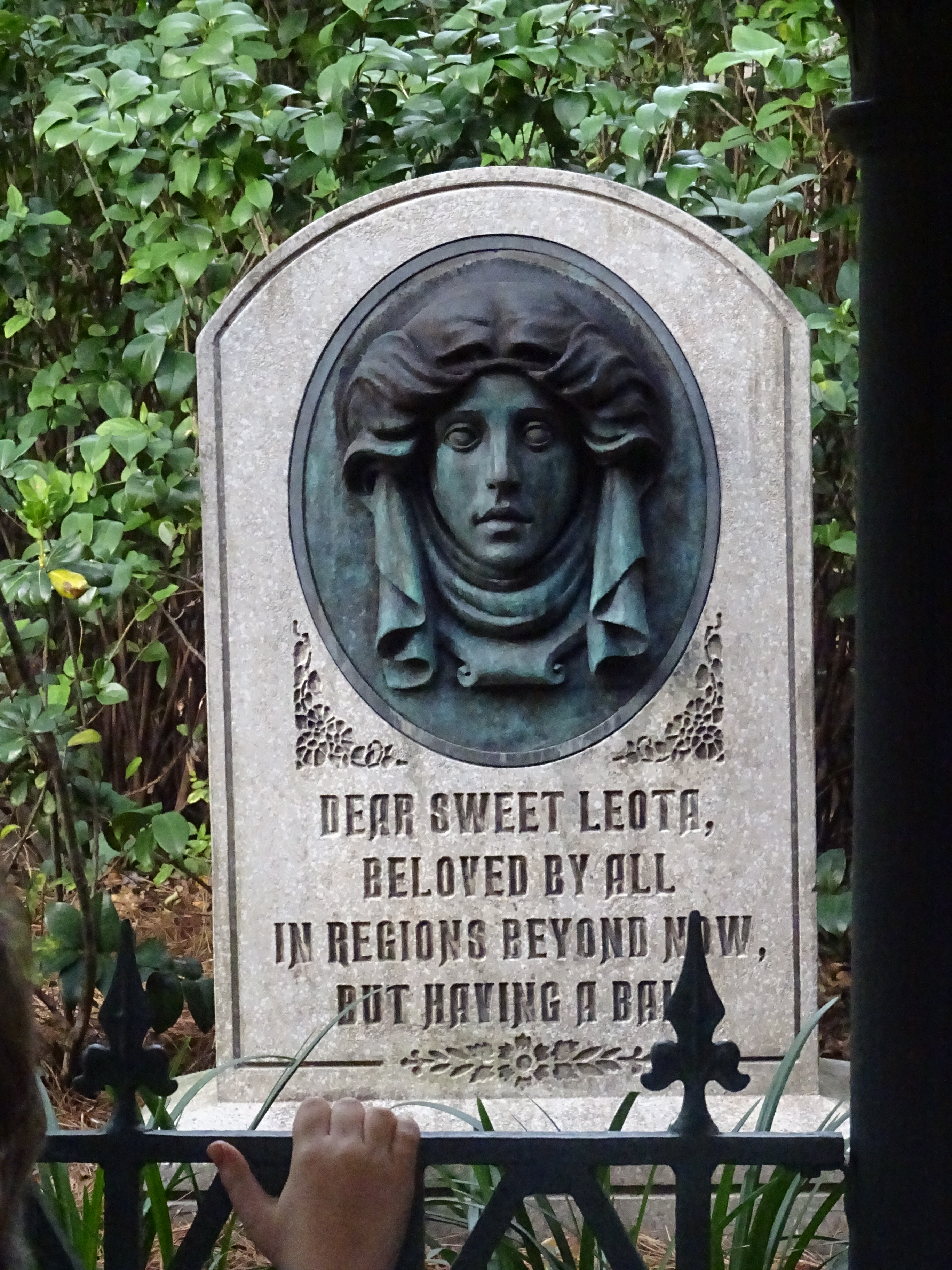
Decoratie rondom de attractie
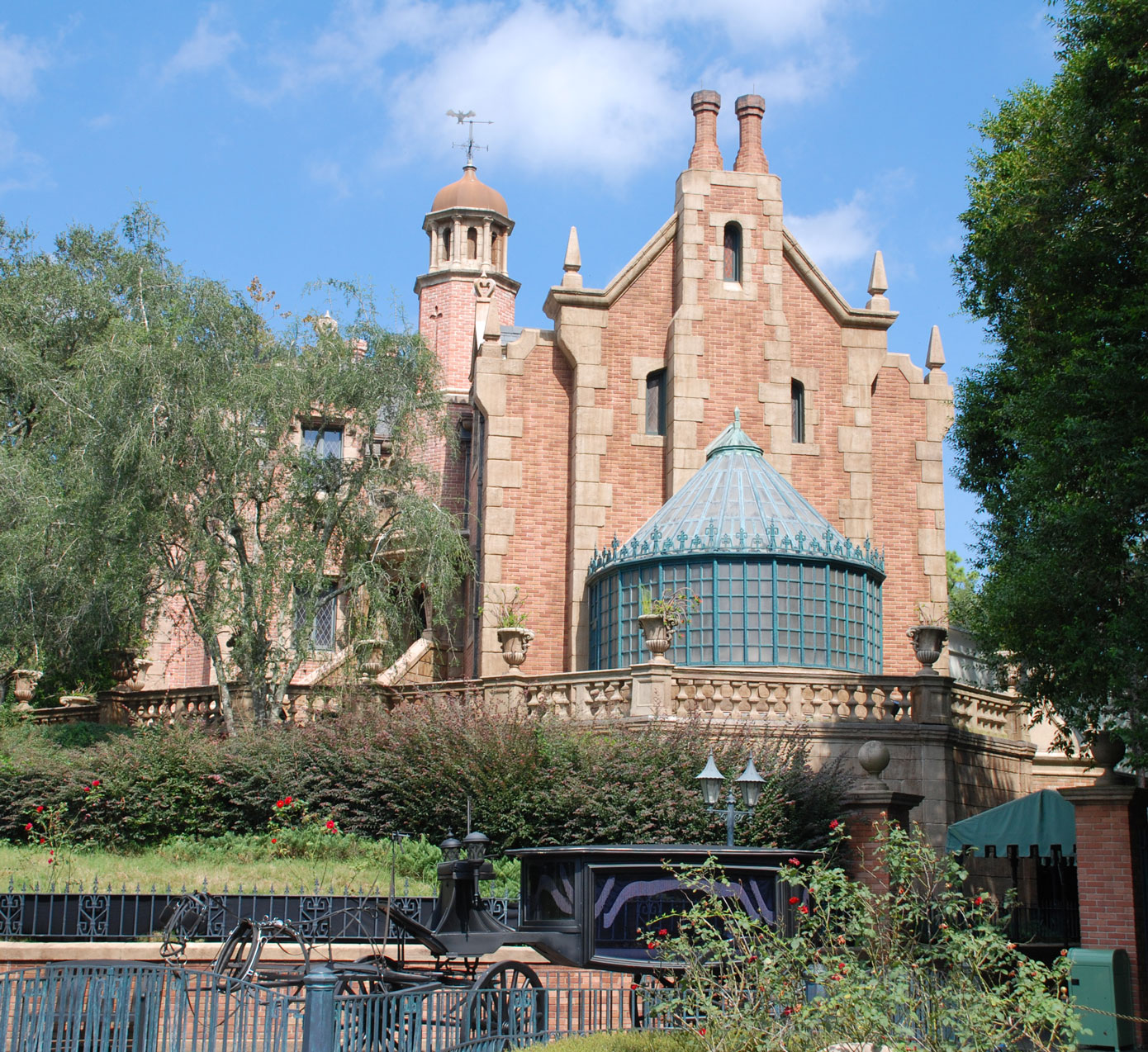
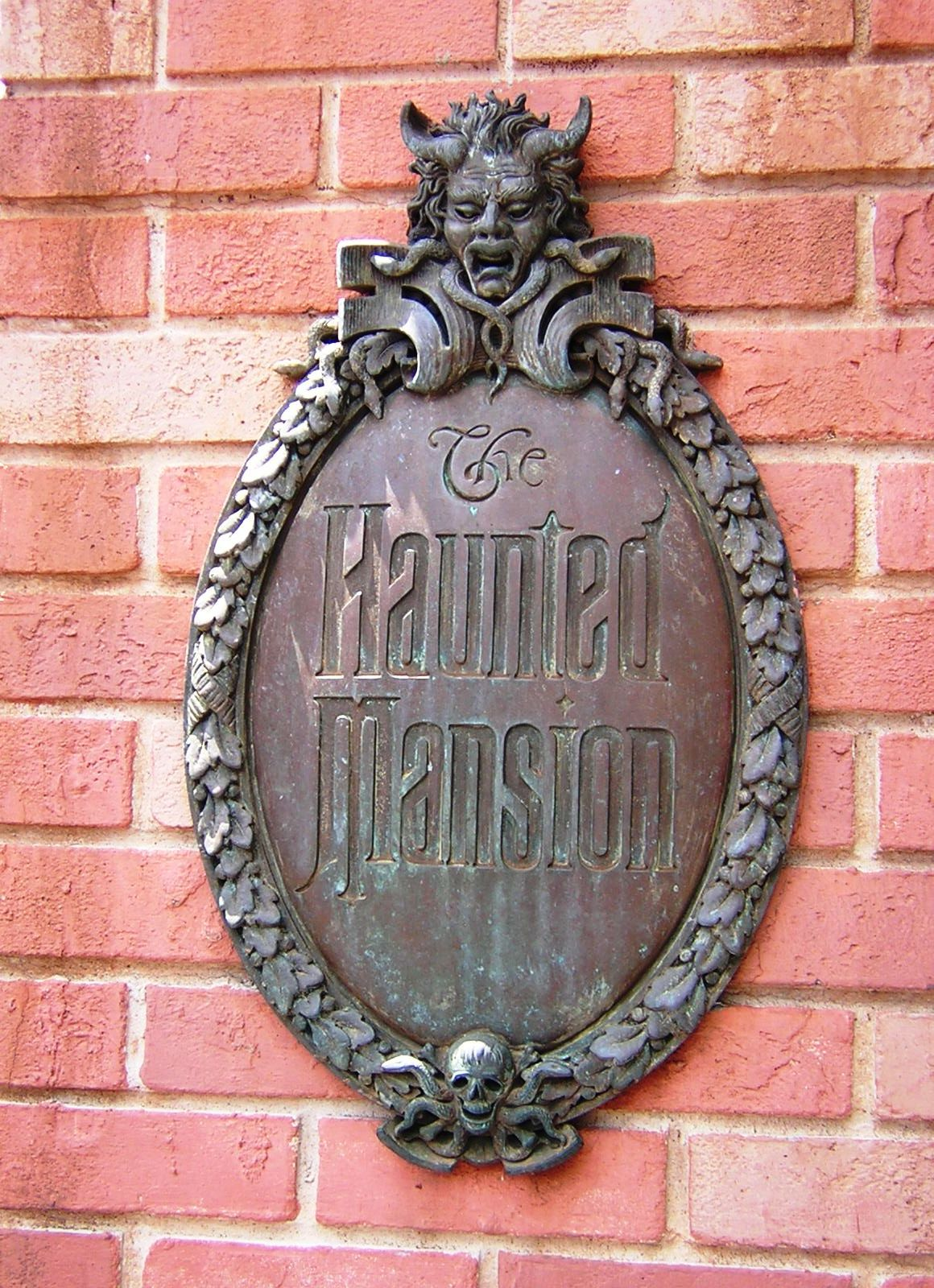

### Tokyo Disneyland
In Tokyo Disneyland is de attractie te vinden in Fantasyland en is vrijwel gelijk aan de attractie in het Magic Kingdom. De enige verschillen tussen de buitenkant van de attractie in het Magic Kingdom en Tokyo Disneyland zijn twee griffioenen bij de toegangspoort, kapotte ramen en gordijnen die door de ramen heen hangen. De vertelling in de attractie is Japans gesproken.

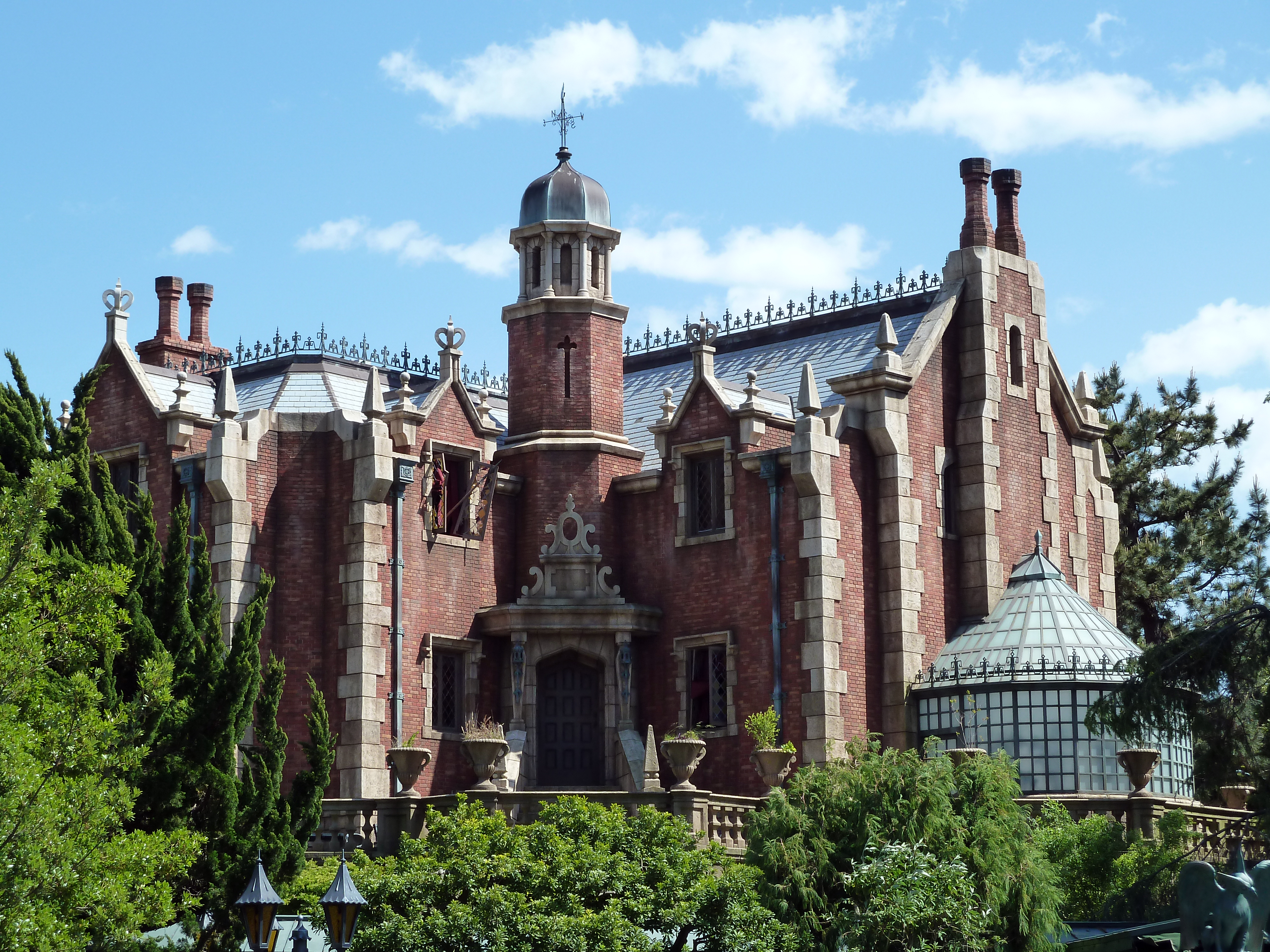
Exterieur
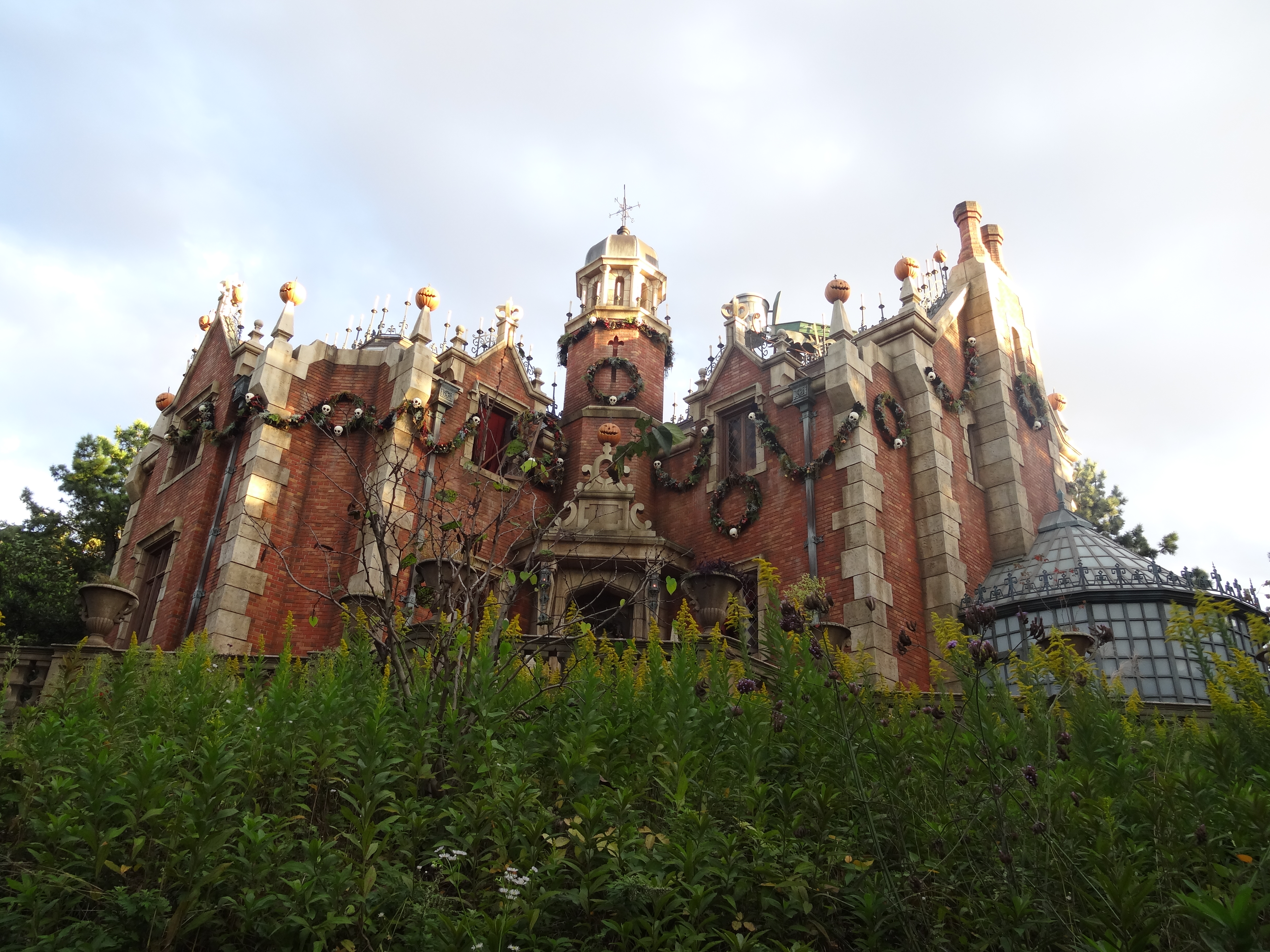
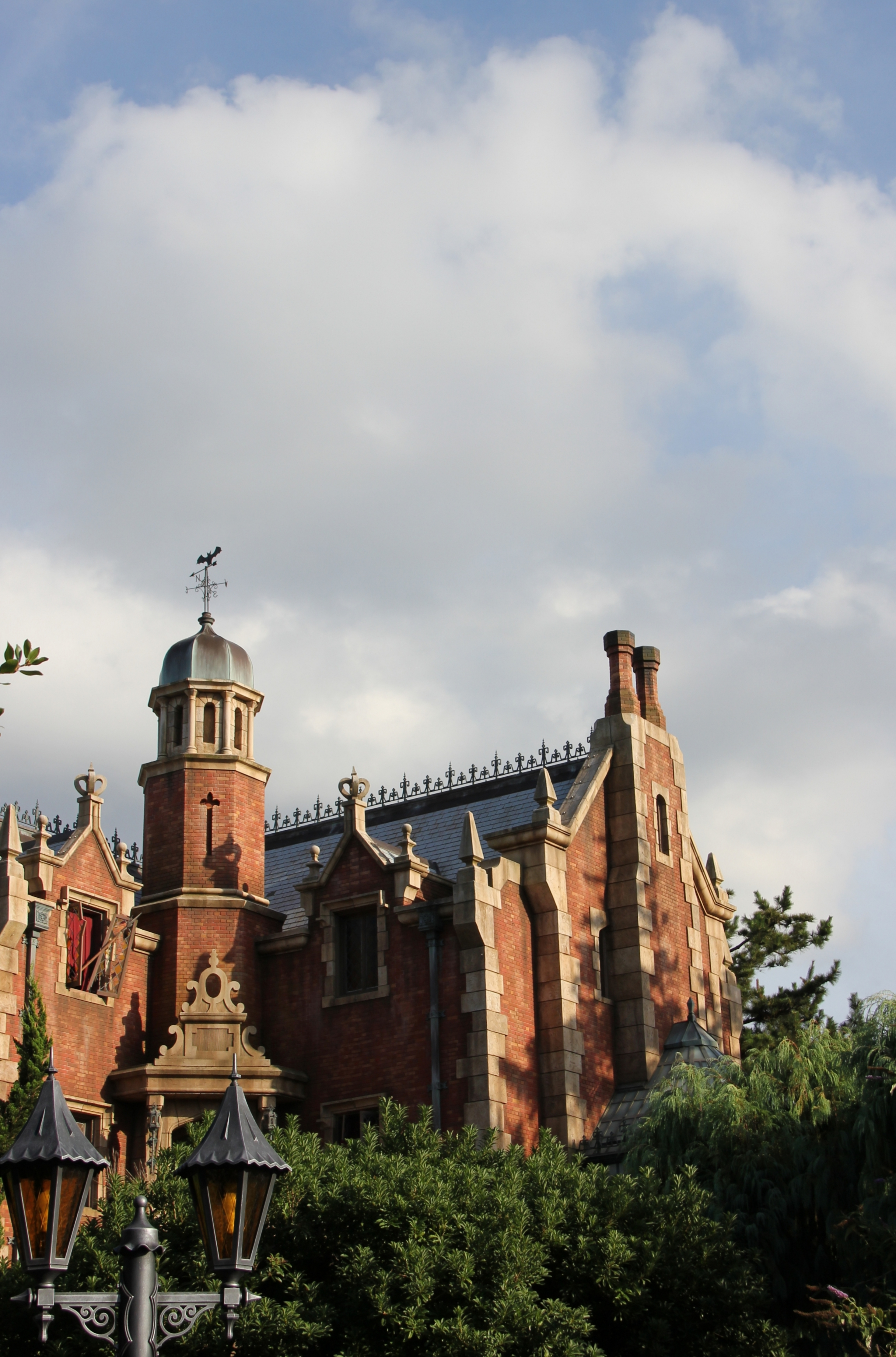

## Inspiratie
Evenals andere Disney-attracties heeft The Haunted Mansion ontwerpers van andere attractieparken geïnspireerd. Overal ter wereld zijn soortgelijke attracties te vinden zoals: Geisterschloss in het Duitse Europa-Park, Burg Falkenstein in het Duitse Holiday Park en Geister Rikscha in het Duitse Phantasialand.
Walt Disney World Resort · Cinderella Castle · Lijst van attracties in Magic Kingdom · Afbeeldingen
Tokyo Disney Resort · Lijst van attracties in Tokyo Disneyland · Cinderella Castle · afbeeldingen
Disneyland Resort · Lijst van attracties in Disneyland Park · Sleeping Beauty Castle · afbeeldingen